# Schleußig
Schleußig ist ein Stadtteil und zugleich Ortsteil im Stadtbezirk Südwest von Leipzig.

## Lage
Folgende Leipziger Stadtteile grenzen an Schleußig:
| Lindenau       |                                             | Bachviertel              |
| Plagwitz       | Kompassrose, die auf Nachbargemeinden zeigt | Musikviertel Südvorstadt |
| Kleinzschocher |                                             | Connewitz                |

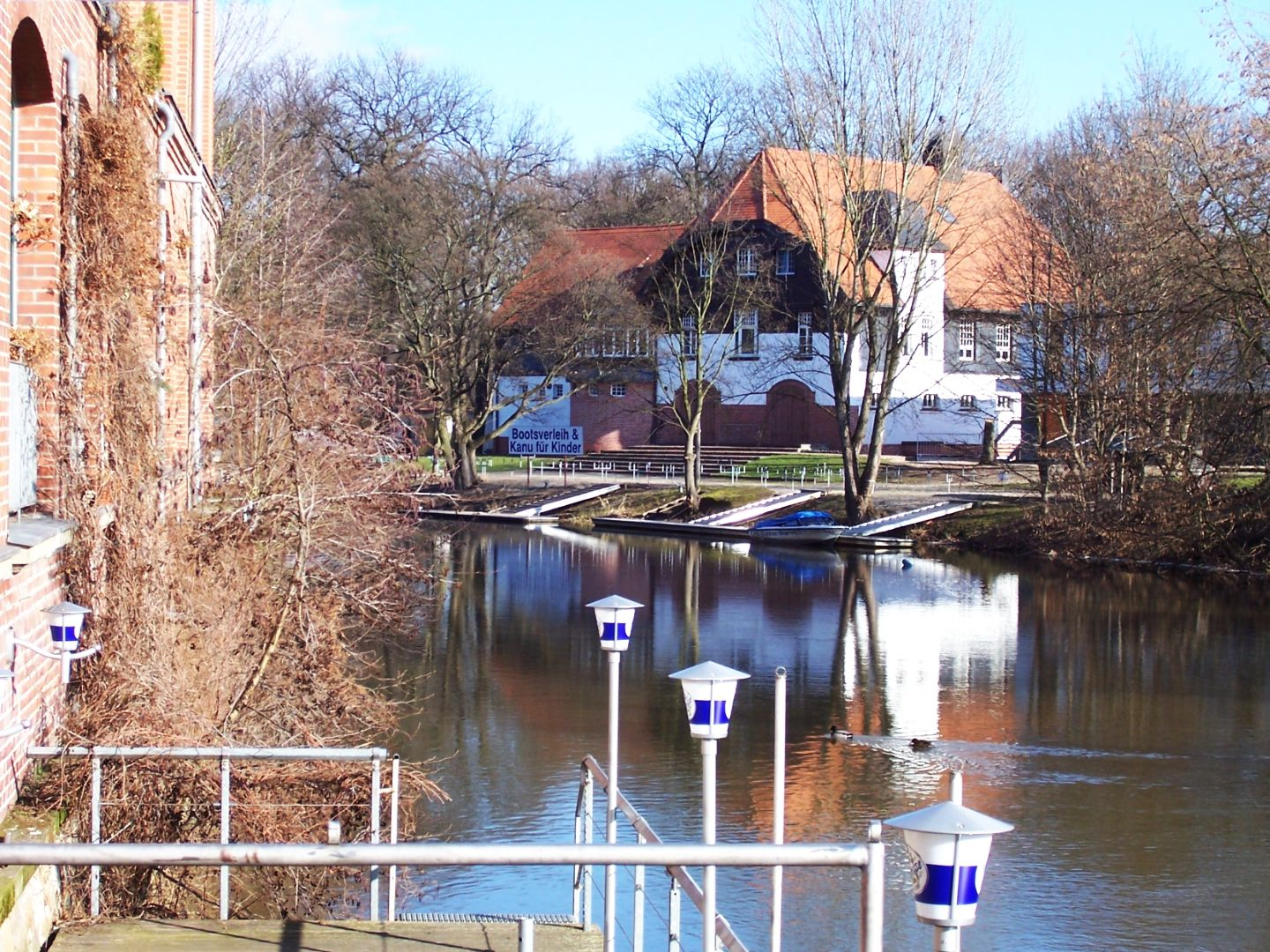
Blick über die Weiße Elster auf das nördlichste Haus Schleußigs

Schleußig liegt ungefähr zwei Kilometer südwestlich der Innenstadt. Der Ortsteil umfasst neben der Gemarkung Schleußig auch einen Teil der Gemarkung Leipzigs mit dem Waldstück Die Nonne, sowie kleine Bereiche von Großzschocher und Connewitz, während ein kleiner Teil der Gemarkung Schleußig im Ortsteil Kleinzschocher liegt. Außerdem grenzen die Ortsteile Lindenau und Plagwitz an. Die Nord-Süd-Ausdehnung von Schleußig beträgt etwa 3,5 Kilometer, die breiteste Stelle in Ost-West-Richtung weniger als 2 Kilometer.
Im Osten bilden das Elsterflutbett und im Westen der Flusslauf der Weißen Elster die Grenze des Ortsteils. Schleußig ist somit als einziger Ortsteil Leipzigs fast vollkommen von Wasserwegen umschlossen und daher ausschließlich über Brücken erreichbar. Entsprechend ist er durch Hochwasser gefährdet. Erhebliche Teile des Stadtteilgebietes waren zuletzt im Juli 1954 durch Hochwasser der Weißen Elster überflutet worden.
Die weitgehend geschlossene Gründerzeitbebauung, die Nähe zu Naherholungsgebieten wie dem Volkspark Kleinzschocher, dem Clara-Zetkin-Park, dem Leipziger Auwald oder Cospudener See sowie zur Innenstadt machen Schleußig zu einer attraktiven Wohngegend, die insbesondere von Studenten und jungen Familien geschätzt wird.

## Geschichte

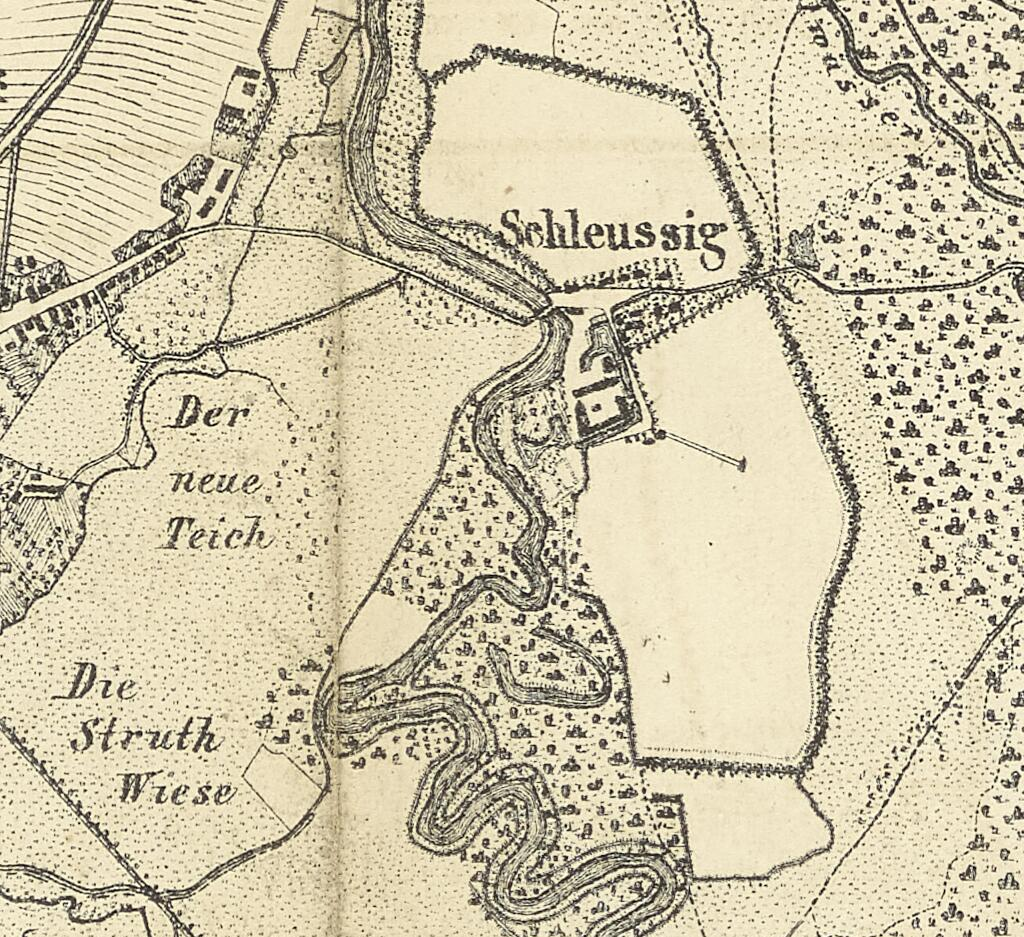
Schleußig auf einer Karte von 1863

Auf den Schleußiger Wiesen (ehemalige Wollgarnfabrik) kam bei einer Ausgrabung unter etwa 2,40 Meter mächtigem Auelehm eine frühere Bodenoberfläche zum Vorschein. Archäologen gelang der Nachweis eines bronzezeitlichen Hauses (ca. 1200 vor Chr.). Es konnten Haustierknochen vom Torfrind (Bos primigenius taurus), vom Bronzehund (Canis lupus familiaris), vom Torfschwein (Sus scrofa domestica) und Bronzepferd (Equus przewalski f. caballus L.) nachgewiesen werden.
Schleußig wurde erstmals 1397 als Slizzig erwähnt. Es blieb über Jahrhunderte ein kleines Vorwerk auf einer Anhöhe zwischen der Weißen Elster und der Rödel, einem inzwischen verfüllten Nebenlauf. 1744 lebten hier 50 Einwohner. Im Jahre 1835 erhielt Schleußig, das zu diesem Zeitpunkt 101 Einwohner hatte, den Status einer selbständigen Landgemeinde. Schleußig gehörte bis 1856 zum kursächsischen bzw. königlich-sächsischen Kreisamt Leipzig. Danach kam es 1856 zum Gerichtsamt Leipzig II und 1875 zur Amtshauptmannschaft Leipzig. Am 1. Januar 1891 wurde es schließlich nach Leipzig eingemeindet. Zu diesem Zeitpunkt zählte es 1437 Einwohner.

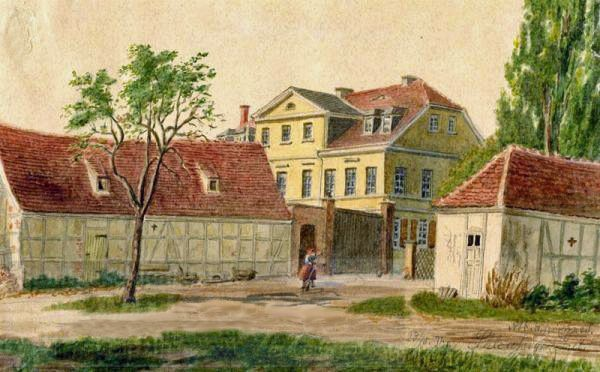
Gut Schleußig (1898)

1872 hatte der Leipziger Kaufmann Bernhard Hüffer das Gut Schleußig erworben, um das umgebende Acker- und Wiesenland mit einer Fläche von insgesamt 129 Hektar, als stadtnahes Bauland zu erschließen. Vorausplanend hatte er bereits 1860 auf Schleußiger Flur eine Ziegelei errichtet. Eine weitere Maßnahme war 1873 der Entwurf eines Planes zur Errichtung eines Hochwasserschutzdammes entlang der Weißen Elster, die die westliche Grenze seines beabsichtigten Baugebietes darstellte.
1876 reichte Hüffer zusammen mit dem Rechtsanwalt und Unternehmer Carl Heine, dem Ländereien nördlich der Hüfferschen Besitzungen gehörten (Neu-Schleußig), einen Bebauungsplan für Schleußig ein, der von der Verwaltung der Amtshauptmannschaft Leipzig genehmigt wurde. Dabei lag der Planteil Heines nördlich und der Hüffers südlich der Rödelstraße.
Im nördlichen Teil mit der Könneritzstraße als Magistrale waren an rechtwinklig ausgerichteten Straßen vor allem vierstöckige Wohnbauten in geschlossener Bauweise vorgesehen, während im Hüfferschen südlichen Teil von der Pistorisstraße aus leicht geschwungene Nebenstraßen vorgesehen waren mit kleineren Gebäuden in offener Bauweise.

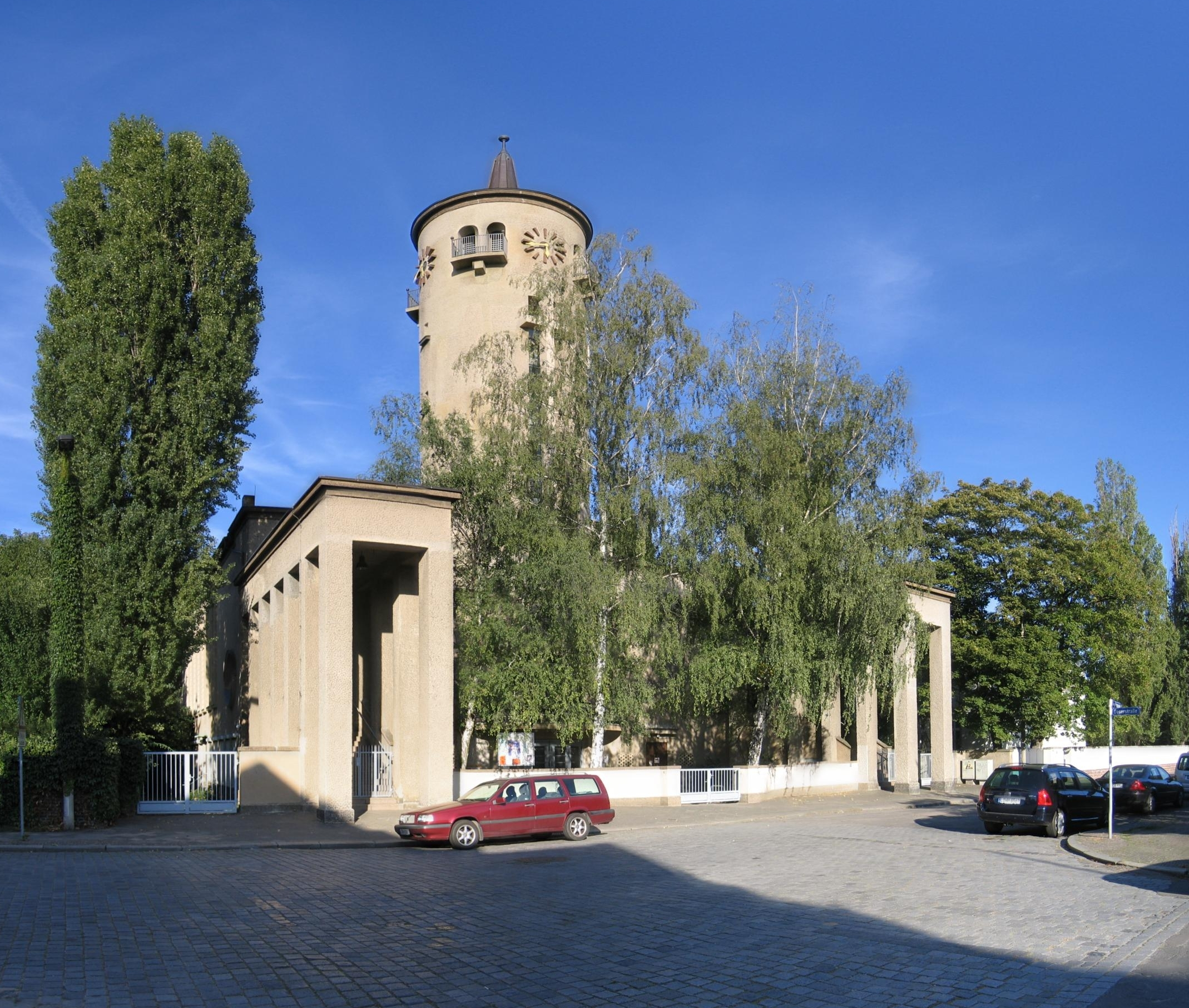
Bethanienkirche

Wegen der geringen Höhenlage Schleußigs ergaben sich große Probleme bei der Anlage der Abwasserschleusen und damit verbunden ein sehr schleppender Bauverlauf. 1887 waren auf Heines Areal erst 24 Grundstücke mit drei- bis vierstöckigen Wohnhäusern bebaut und in Hüffers Teil in seinem Todesjahr 1904 gar erst zehn villenartige ein- bis zweigeschossige Wohnhäuser errichtet. Erst 1914 galt die Infrastruktur insbesondere im südlichen Teil, als ausgebaut, waren die Straßen befestigt und beschleust, Gas- und Elektroversorgung sowie zentrale Wasserversorgung eingeführt. In der Zwischenkriegszeit erhielt Schleußig inmitten einer von Einzel- und Reihenhäusern geprägten Umgebung eine der in jener Zeit eher seltenen kommunalen Reihenhausbebauungen (Reihenhäuser an der Bethanienkirche). Besonders Stadtbaurat Carl James Bühring orientierte zu Beginn der 1920er Jahre sehr auf den Flachsiedlungsbau.
Bis 1906 war Schleußig nach Kleinzschocher eingepfarrt. Bereits ab 1892 fanden in Ausweichquartieren und einer Interimskirche auf dem Gebiet von Schleußig Gottesdienste statt. 1907 wurde in Schleußig eine eigene Pfarrei gegründet. Der Kirchenbau wurde durch den Ersten Weltkrieg verzögert, sodass schließlich erst 1933 die moderne Bethanienkirche in der Stieglitzstraße eingeweiht werden konnte.
Im Zweiten Weltkrieg gab es einige Bombenschäden an der Kirche, an der Volksschule und am Vereinshaus in der Kleingartenanlage. Nach 1945 wurden die noch freien Grundstücke im südlichen Teil von Schleußig bis ins erste Jahrzehnt des 21. Jahrhunderts mit Einfamilienhäusern bebaut. Von den Mehrfamilienhäusern im nördlichen Teil, von denen viele unter Denkmalschutz stehen, wurden die meisten bis ins zweite Jahrzehnt des 21. Jahrhunderts saniert.
1984 bis 1986 erhielt Schleußig – ungewöhnlich für die Zeit der DDR – ein Versammlungsgebäude der Kirche Jesu Christi der Heiligen der letzten Tage (Mormonen).
Daneben konzentrierte sich die Bautätigkeit im Ortsteil in den letzten Jahrzehnten auf neues Wohnen in alten Industriegebäuden und Wohnen am Wasser, für das die Lage an der Weißen Elster sehr attraktiv ist.

## Bevölkerung
| Jahr | Einwohner |
| ---- | --------- |
| 1834 | 00101     |
| 1871 | 00282     |
| 1890 | 01.437    |
| 1895 | 03.231    |
| 1900 | 09.162    |
| 1927 | 17.072    |
| 1981 | 12.505    |
| 1992 | 09.862    |

| Jahr | Einwohner |
| ---- | --------- |
| 2000 | 08.774    |
| 2005 | 10.506    |
| 2010 | 12.165    |
| 2015 | 12.577    |
| 2020 | 12.828    |
| 2024 | 12.527    |

Stand: 31.12. des jeweiligen Jahres

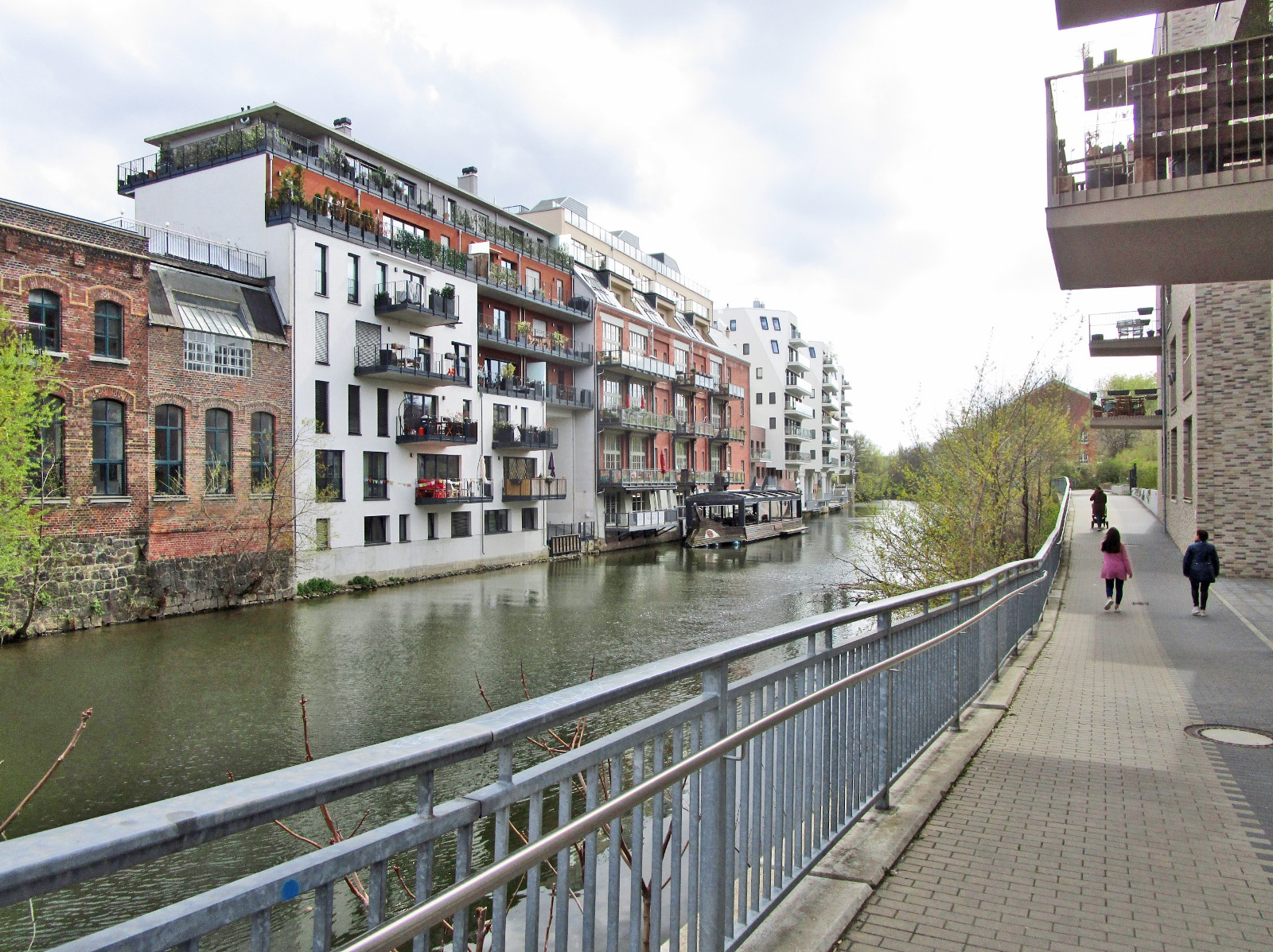
Neue Wohnhäuser an der Weißen Elster

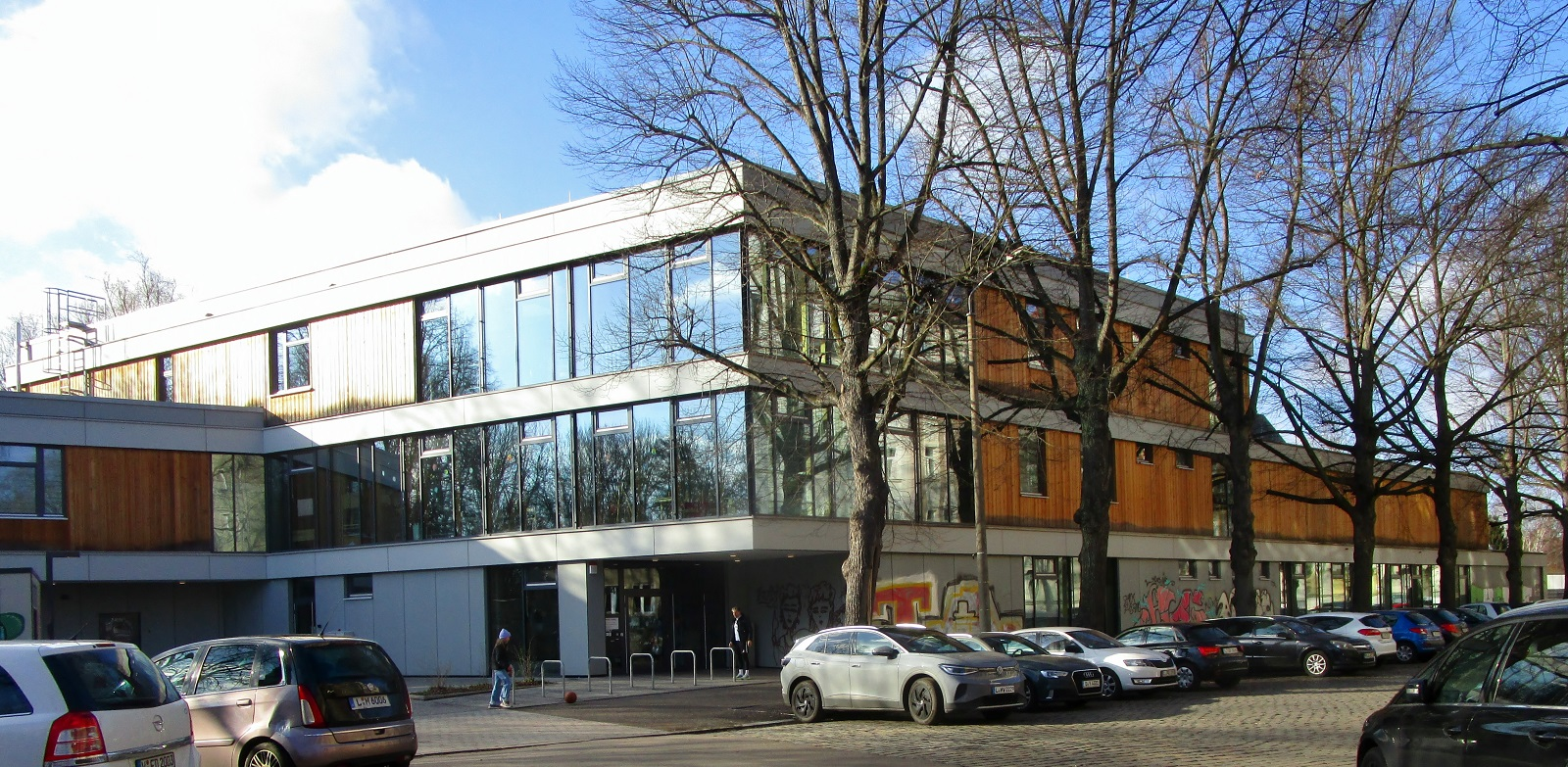
Kita in der Holbeinstraße

Die Bevölkerungsstruktur hebt sich in mehreren Punkten deutlich vom Leipziger Durchschnitt ab (Stand: 2017). Das Durchschnittsalter ist mit 36 Jahren recht jung, die Altersgruppe der 30- bis 45-Jährigen ist mit 31,4 % deutlich überrepräsentiert, ebenso die Kinder unter 15 Jahren mit 20,4 %. Auch der Studierendenanteil liegt mit 16 % über dem Leipziger Durchschnitt, der Seniorenanteil ist hingegen mit 10,5 % gering. Der Akademikeranteil ist der höchste unter allen Leipziger Ortsteilen: 81 % der Bewohner haben Abitur, 59 % einen Universitäts- oder Hochschulabschluss, weitere 12 % einen Fachhochschulabschluss.
Das Nettoeinkommen liegt mit 1.684 Euro pro Person bzw. 2.269 Euro pro Haushalt wesentlich über dem Median der Stadt Leipzig. Nur 6 % der Haushalte bestreiten ihren Lebensunterhalt überwiegend aus Arbeitslosenbezügen, deutlich weniger als im Leipziger Mittel. Die Kriminalitätsrate liegt mit 92 registrierten Straftaten pro 1000 Einwohner klar unter dem städtischen Durchschnitt. Auch die PKW-Quote ist mit 297 Fahrzeugen je 1000 Einwohner eher gering. Eine Mehrheit der Schleußiger gibt an, Wege zu Einkäufen, in der Freizeit oder in die Innenstadt überwiegend mit dem Fahrrad oder zu Fuß zu erledigen; lediglich auf dem Weg zur Arbeit kommen mehrheitlich PKW oder öffentliche Verkehrsmittel zum Einsatz.

## Politik
Bei den Wahlen zum Sächsischen Landtag gehört Schleußig zum Wahlkreis Leipzig 6, bei Bundestagswahlen zum Bundestagswahlkreis Leipzig II (Wahlkreis 152).
Die Bundestagswahl 2025 führte bei einer Wahlbeteiligung von 92,0 % (der höchsten in Leipzig auf Ortsteilebene) zu folgendem Zweitstimmenergebnis:
| Partei    | Schleußig | Stadt Leipzig |
| --------- | --------- | ------------- |
| Die Linke | 26,7 %    | 22,5 %        |
| AfD       | 09,7 %    | 21,9 %        |
| CDU       | 12,9 %    | 16,6 %        |
| Grüne     | 28,2 %    | 13,6 %        |
| SPD       | 10,9 %    | 10,7 %        |
| BSW       | 05,8 %    | 07,4 %        |
| FDP       | 02,6 %    | 03,2 %        |
| Sonstige  | 03,2 %    | 04,3 %        |

## Sehenswürdigkeiten
- Siehe auch: Liste der Kulturdenkmale in Schleußig (A–J)
- Siehe auch: Liste der Kulturdenkmale in Schleußig (K–Z)

## Infrastruktur
Verkehr

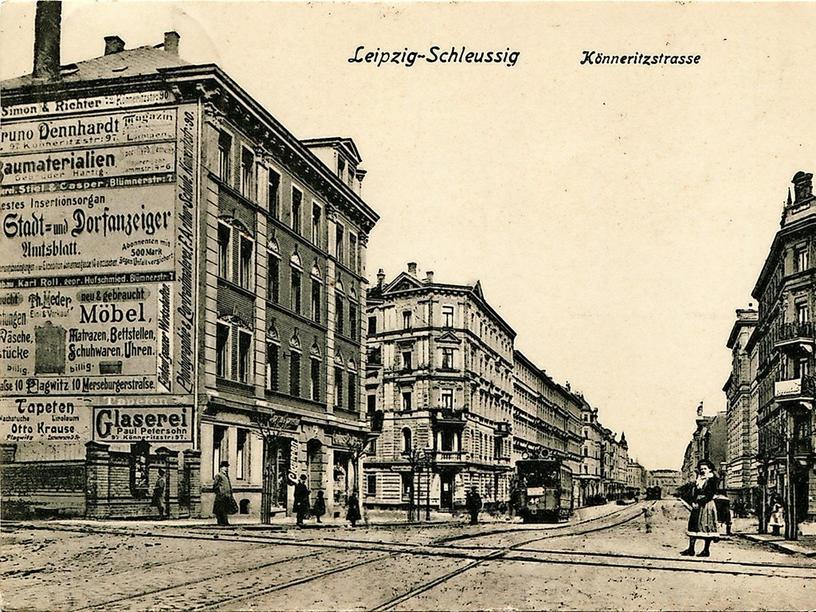
Könneritzstraße (1906): Eisenbahn- und Straßenbahngleise kreuzen sich

Die Hauptverkehrsstraßen sind in Nord-Süd-Richtung die Könneritzstraße und in Ost-West-Richtung die Rödelstraße/Schleußiger Weg. Eine hohe Diskrepanz besteht in Schleußig zwischen Parkraumnachfrage und Parkraumangebot.
Schleußig ist durch die Straßenbahn-Linien 1 und 2 mit der Innenstadt verbunden. Durch die Buslinie 60 besteht zudem eine ÖPNV-Verbindung nach Plagwitz und Lindenau sowie in die Südvorstadt und von dort über den Bayerischen Bahnhof weiter in den Leipziger Osten. Zur besseren Anbindung Schleußigs an das Leipziger Busnetz wurde 2010 die Linie 74 verlängert und bietet nunmehr Verbindungen Richtung Südvorstadt, Stötteritz und Lindenauer Markt.
Die Buslinie 60 war früher die Linie A, die von 1938 bis 1969 mit Oberleitungsbussen betrieben wurde. 2020 wurde bekannt, dass unter dem Arbeitstitel Südsehne Leipzig untersucht werden soll, ob auf dieser Relation im Abschnitt zwischen Schleußig und der Südvorstadt eine Straßenbahn realisierbar ist.
Schleußig hat heute keinen Eisenbahnanschluss mehr, wurde aber von 1879 bis 1925 von der Bahnstrecke Leipzig-Connewitz–Plagwitz durchquert (nur Güterverkehr).
Brücken
Da Schleußig zwischen zwei Wasserläufen liegt, spielen Brücken eine große Rolle. An der Weißen Elster an der Westseite des Ortsteils befinden sich von Süd nach Nord die folgenden Brücken:
- Pistorissteg (Rad- und Fußverkehr)
- Schleußiger Brücke (Straße, Straßenbahn, Rad- und Fußverkehr)
- Limburger Steg (Rad- und Fußverkehr)
- Karlbrücke (Straße, Rad- und Fußverkehr)
- Könneritzbrücke (Straße, Rad- und Fußverkehr)
- Plagwitzer Brücke (Straße, Straßenbahn, Rad- und Fußverkehr)

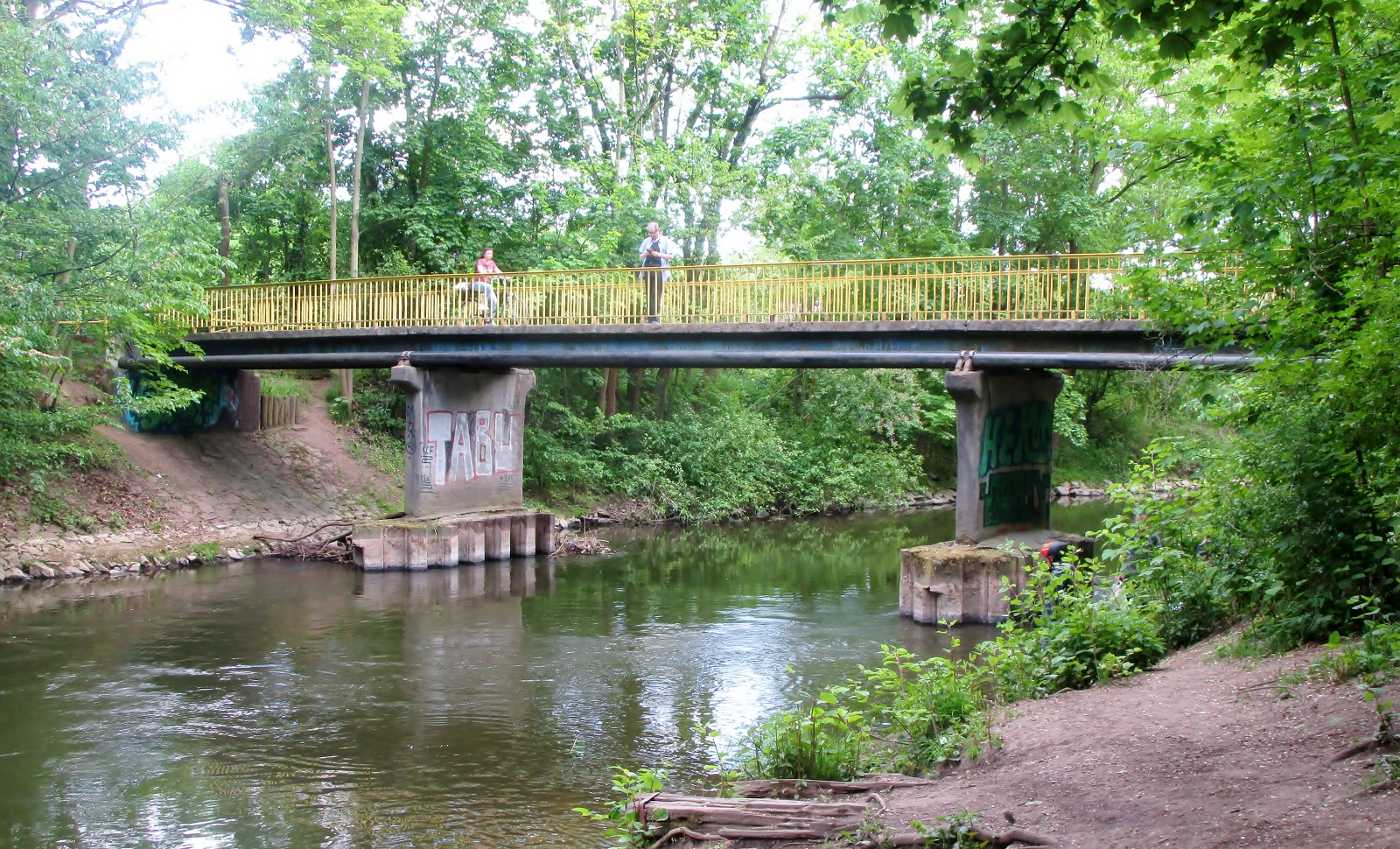
Pistorissteg am südlichen Ende von Schleußig
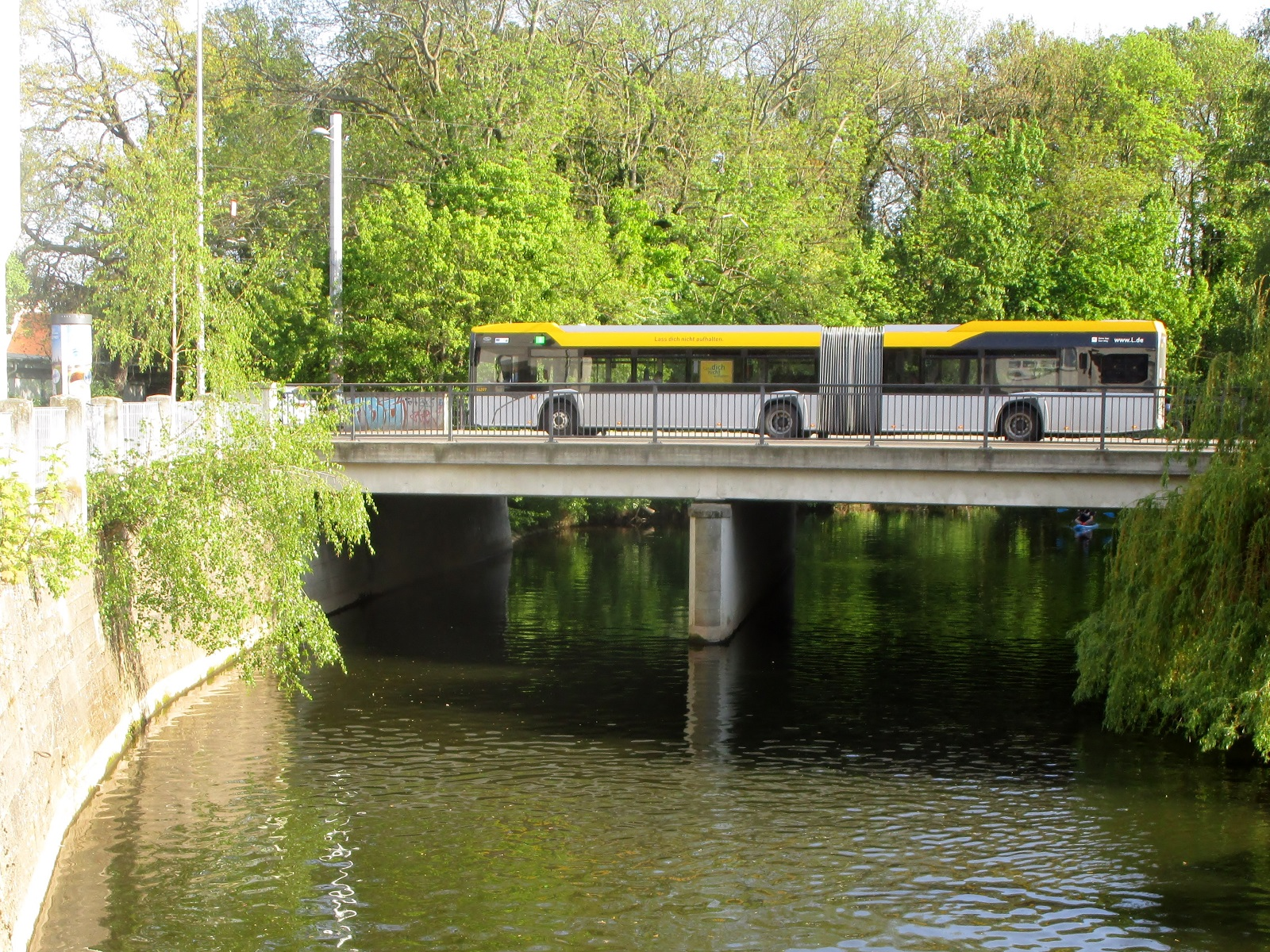
Schleußiger Brücke über die Weiße Elster
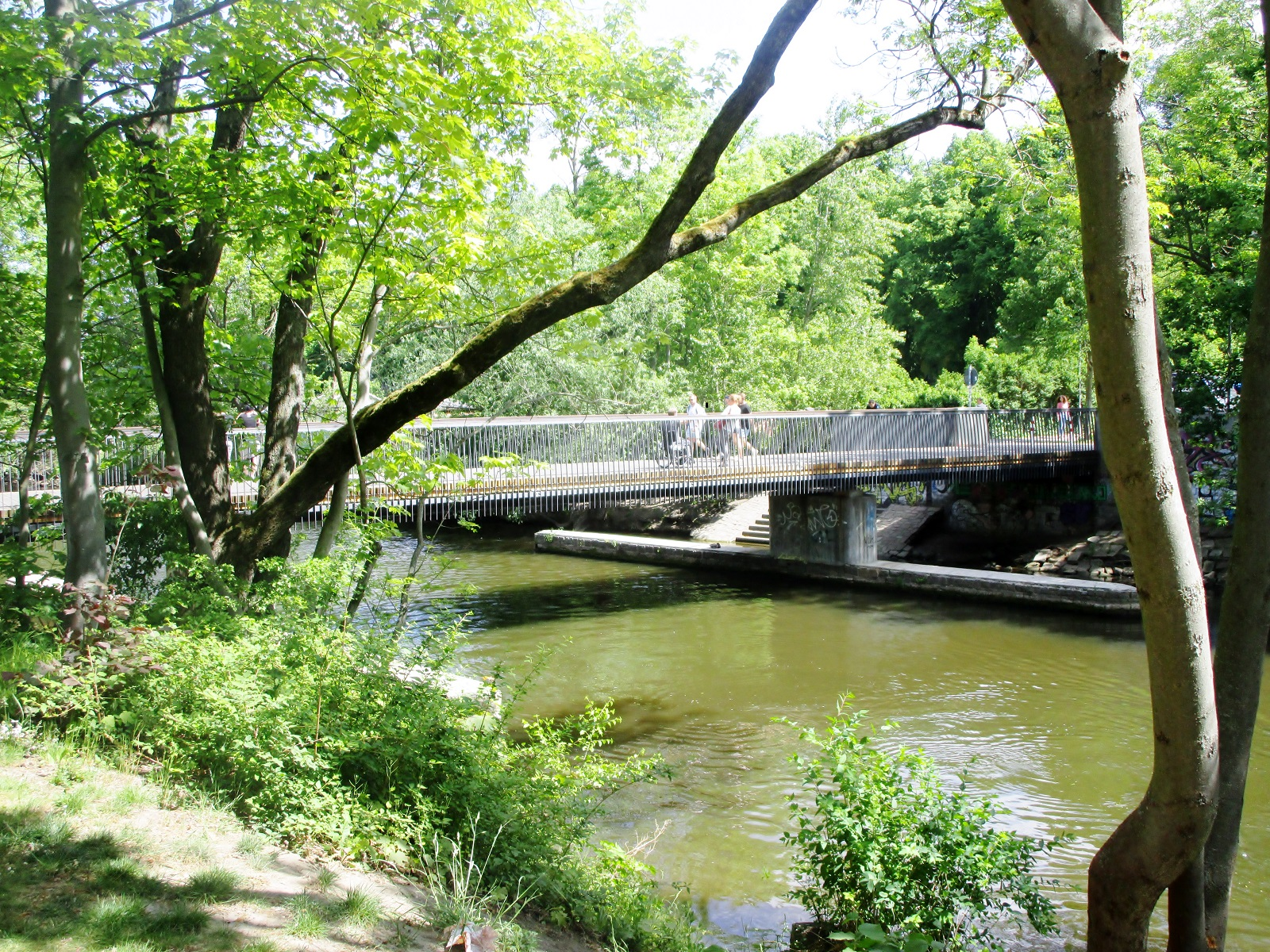
Limburger Steg zwischen Plagwitz und Schleußig
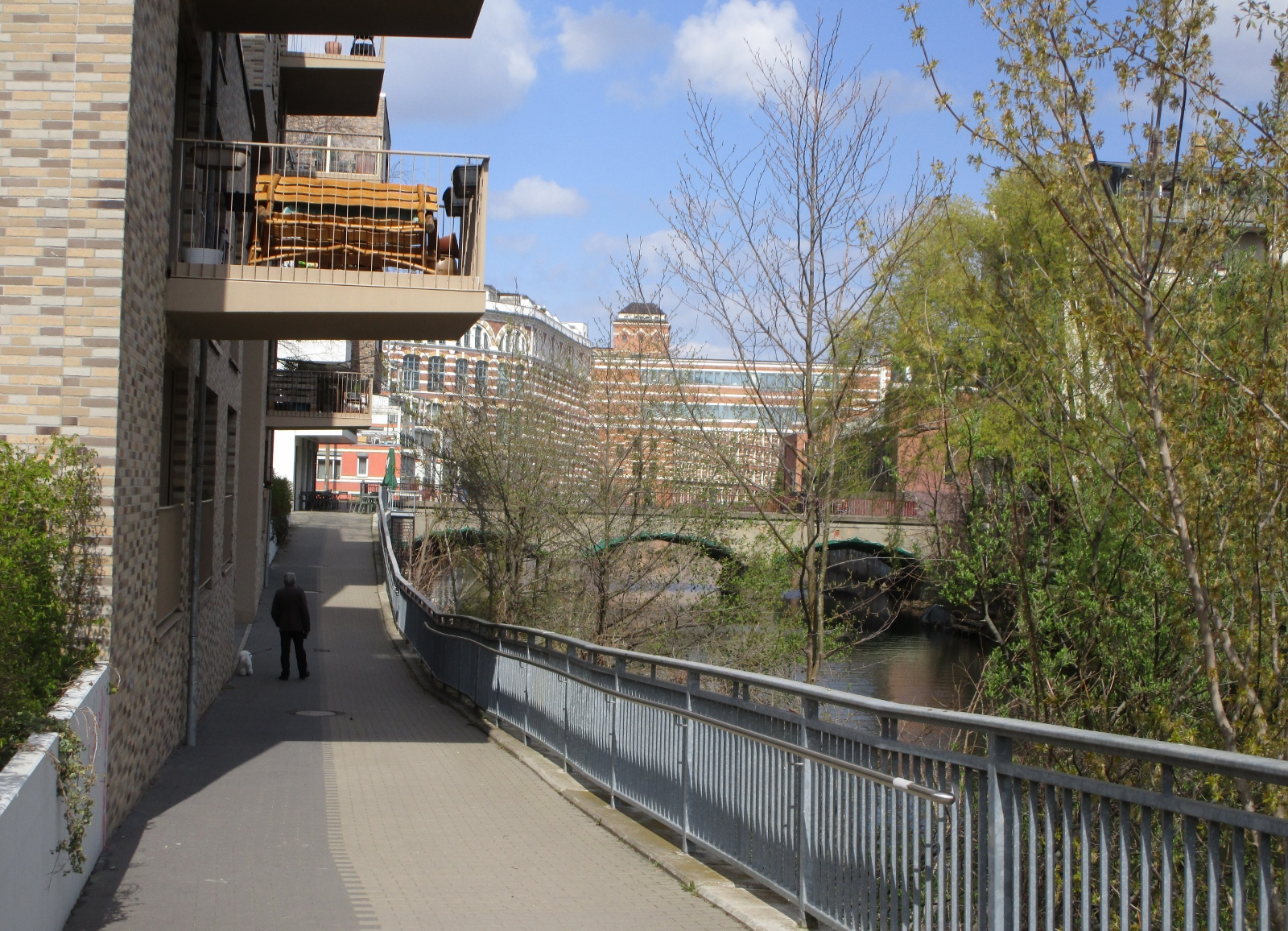
Auf der Plagwitzer Seite der Weißen Elster (im Hintergrund die Karlbrücke)
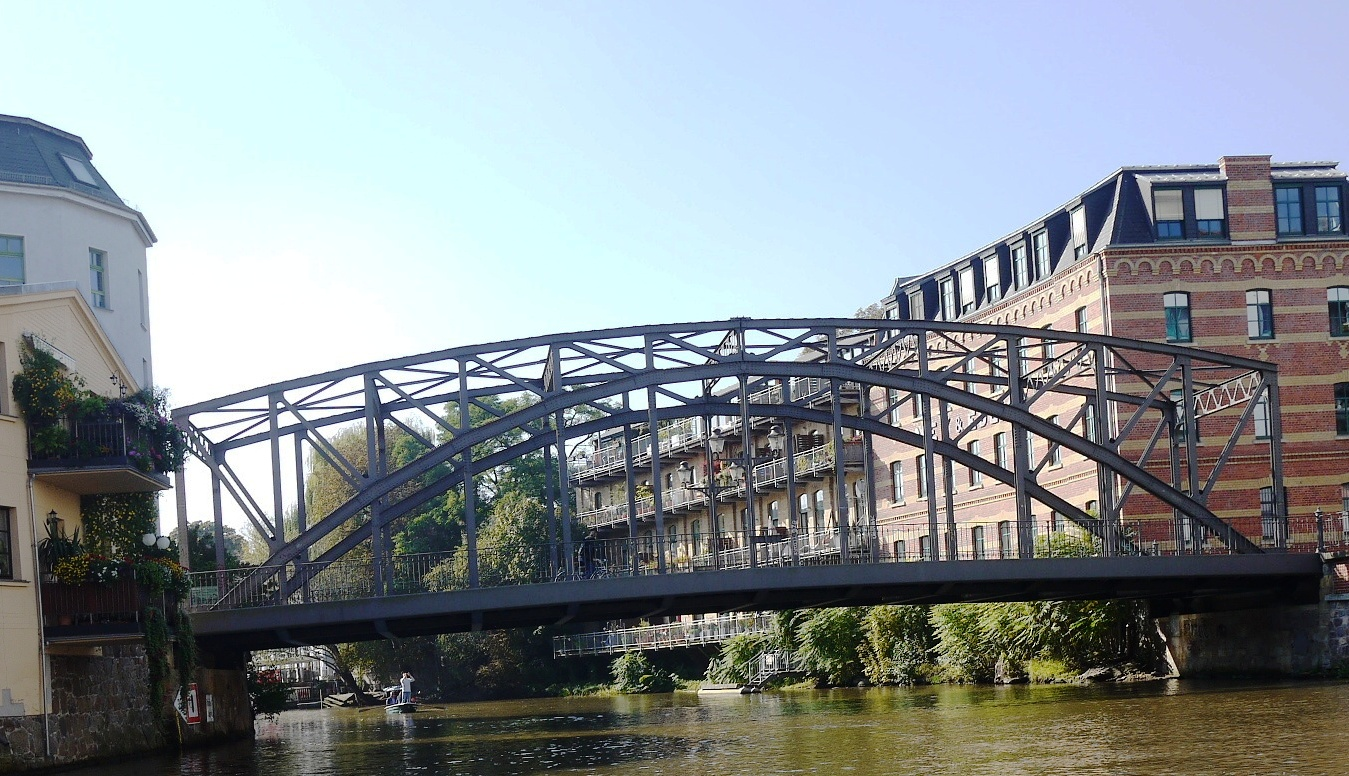
Könneritzbrücke
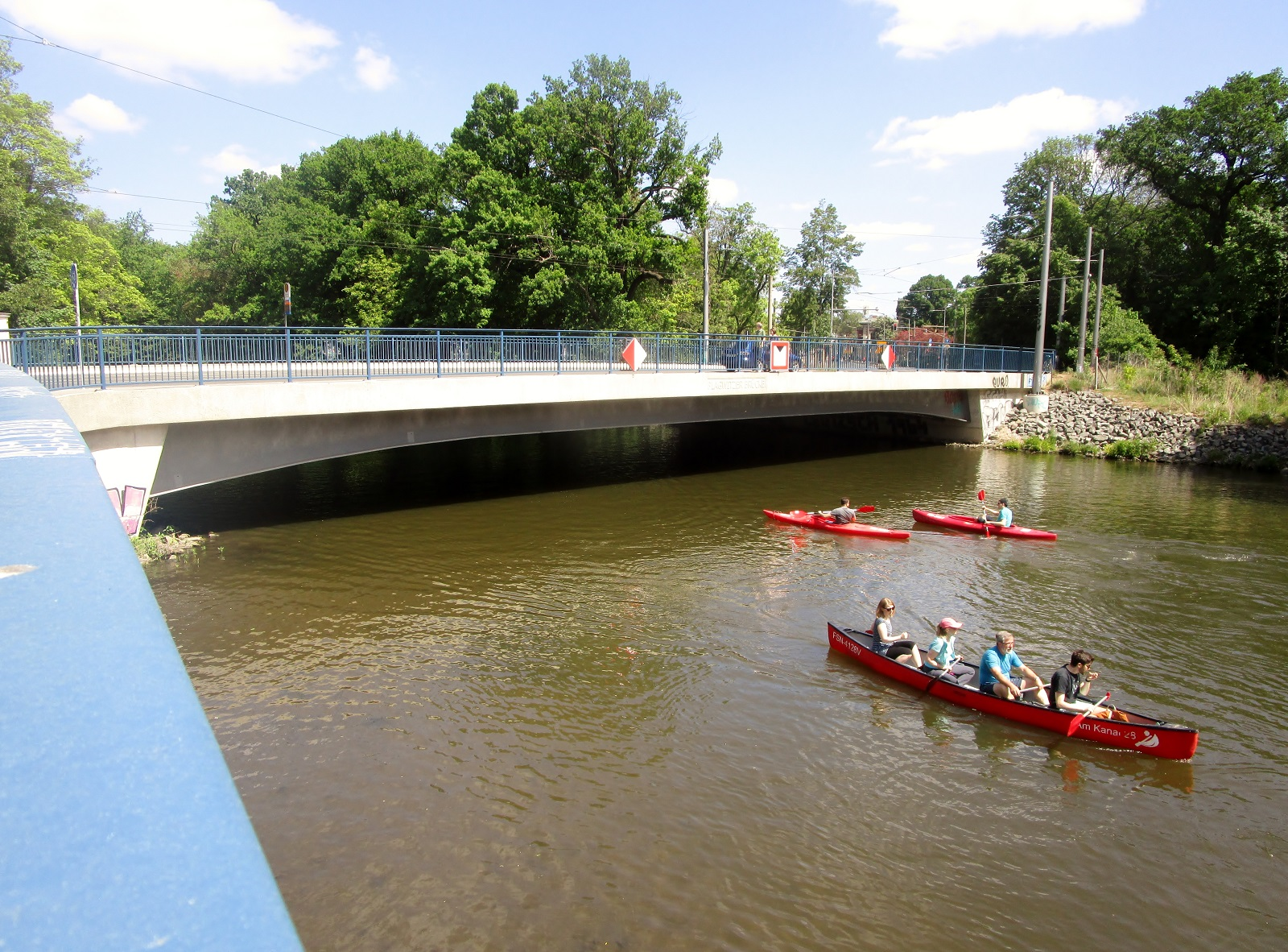
Plagwitzer Brücke mit der Karl-Heine-Straße

Am Elsterflutbecken auf der Ostseite des Ortsteils befinden sich von Süd nach Nord folgende Brücken:
- Paußnitzbrücke (Straße, Straßenbahn, Rad- und Fußverkehr)
- Alte Paußnitzbrücke, inzwischen abgebrochen
- Rennbahnsteg, (Rad- und Fußverkehr)
- Sachsenbrücke (Rad- und Fußverkehr)
- Klingerbrücke (Straße, Straßenbahn, Rad- und Fußverkehr)

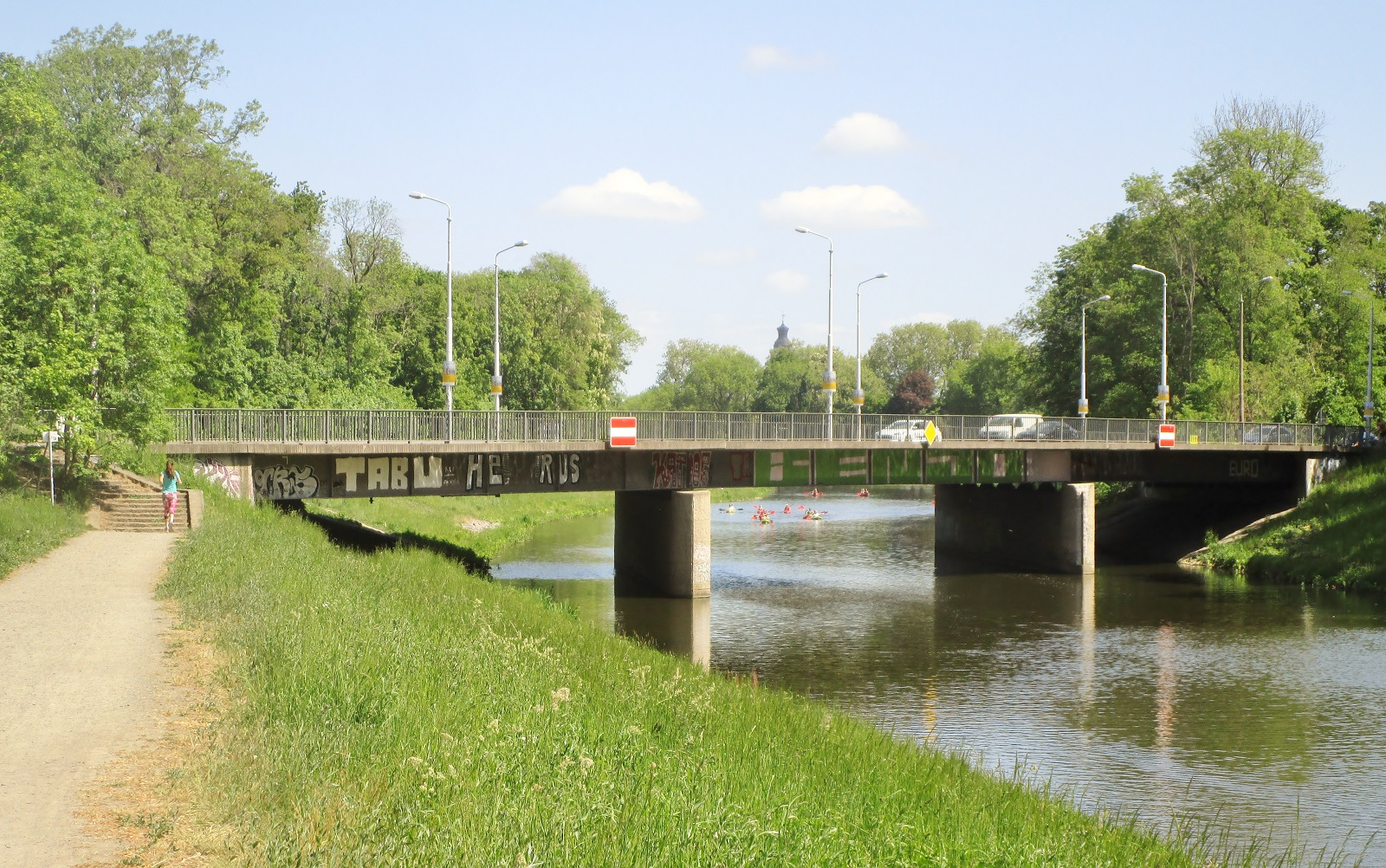
Paußnitzbrücke mit dem Schleußiger Weg
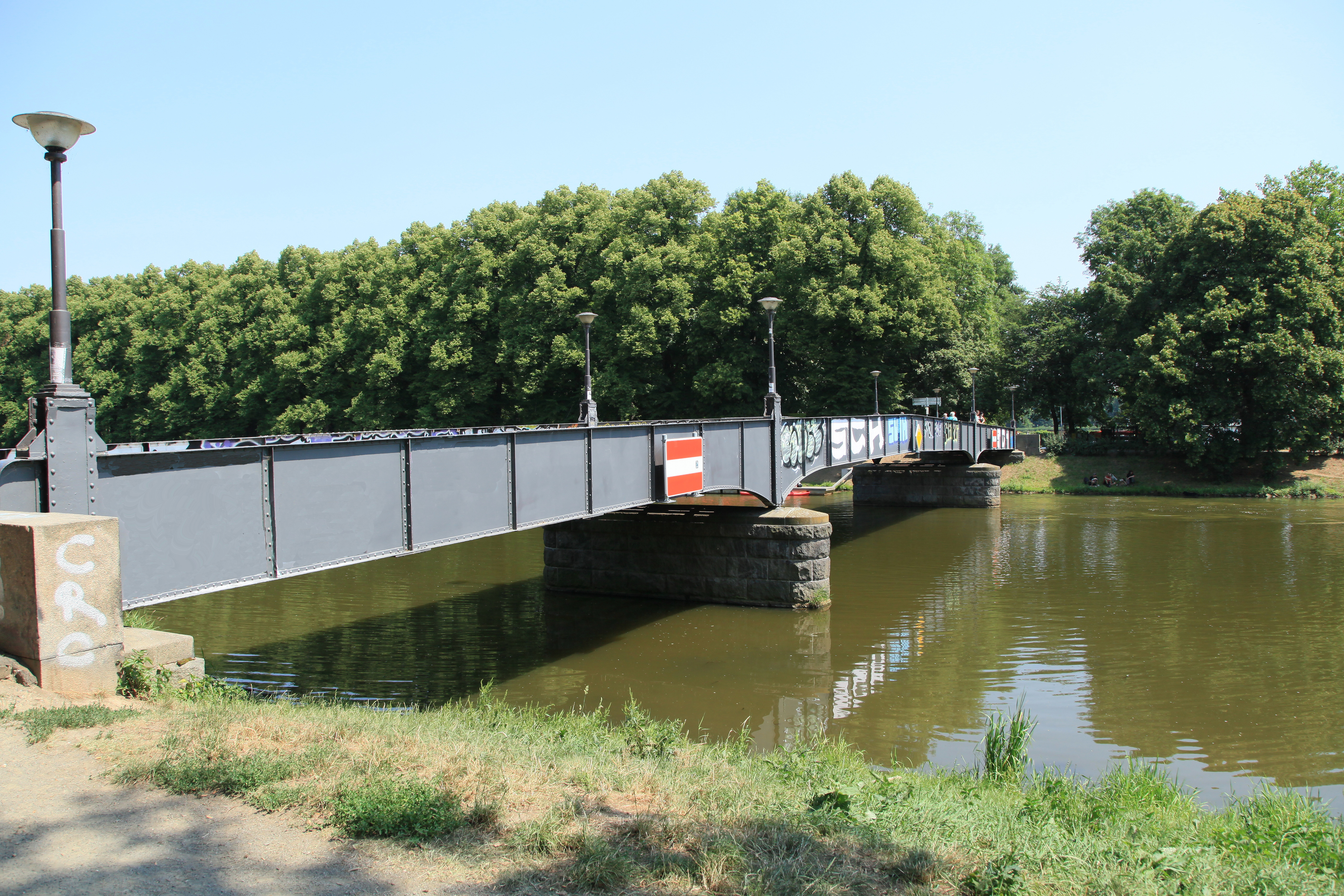
Rennbahnsteg über das Elsterflutbett
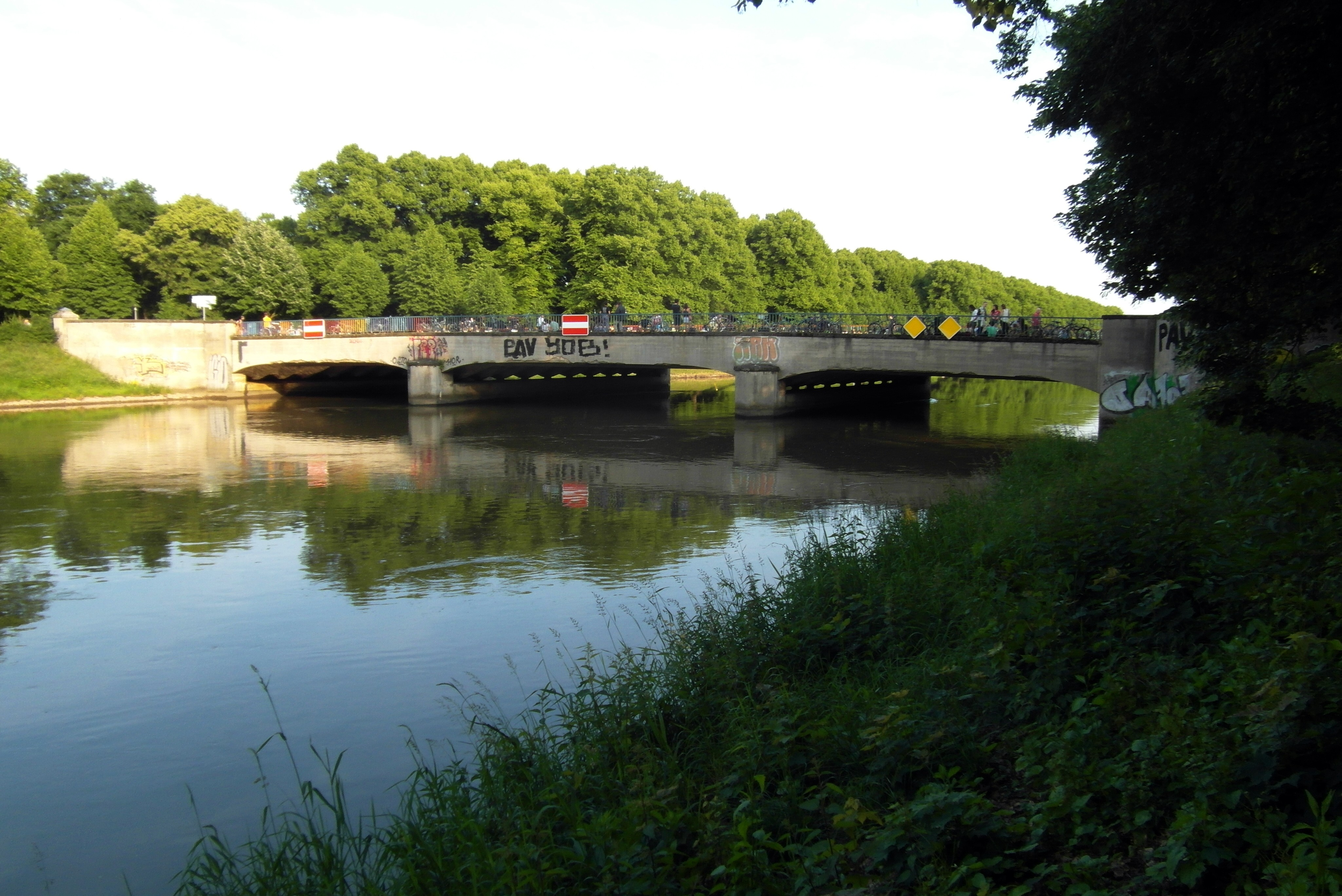
Sachsenbrücke im Clara-Zetkin-Park
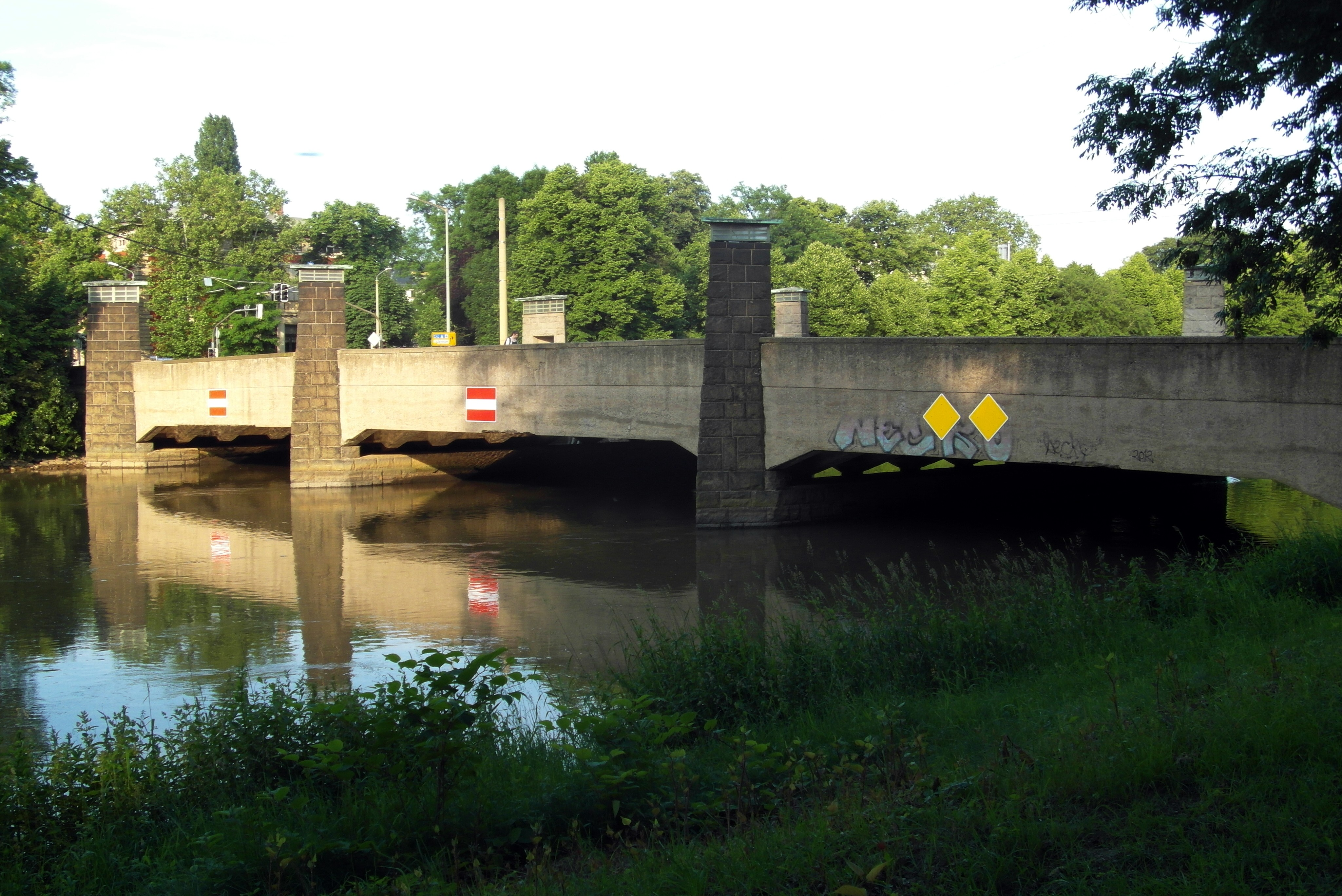
Klingerbrücke mit der Käthe-Kollwitz-Straße

Schulen

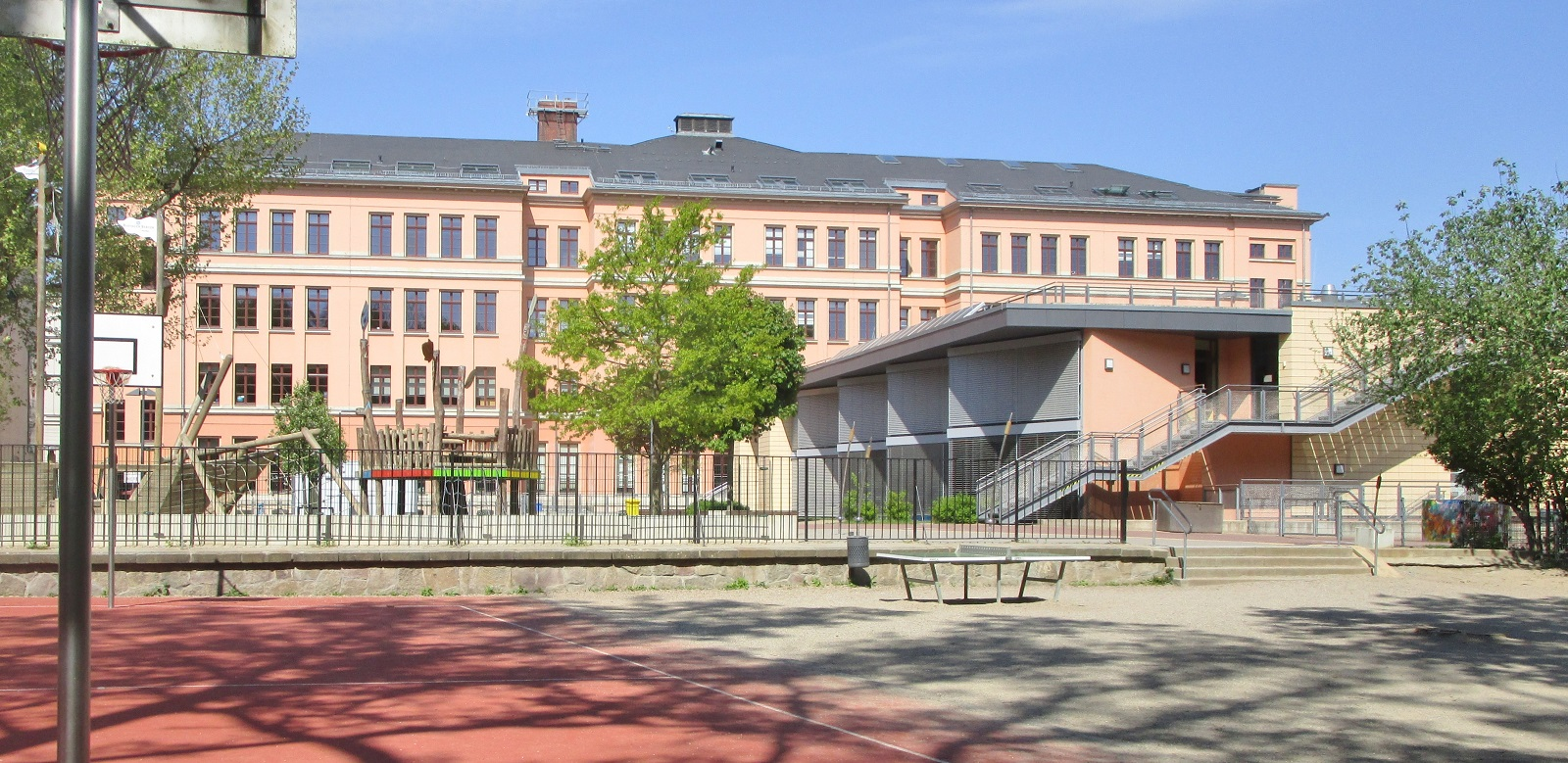
Leipzig International School

In Schleußig befinden sich die städtische Schule am Auwald (Grundschule) und die durch eine gGmbH betriebene Leipzig International School, die vom Kindergarten bis zum Gymnasium Bildung in englischer Sprache bietet.
Sport

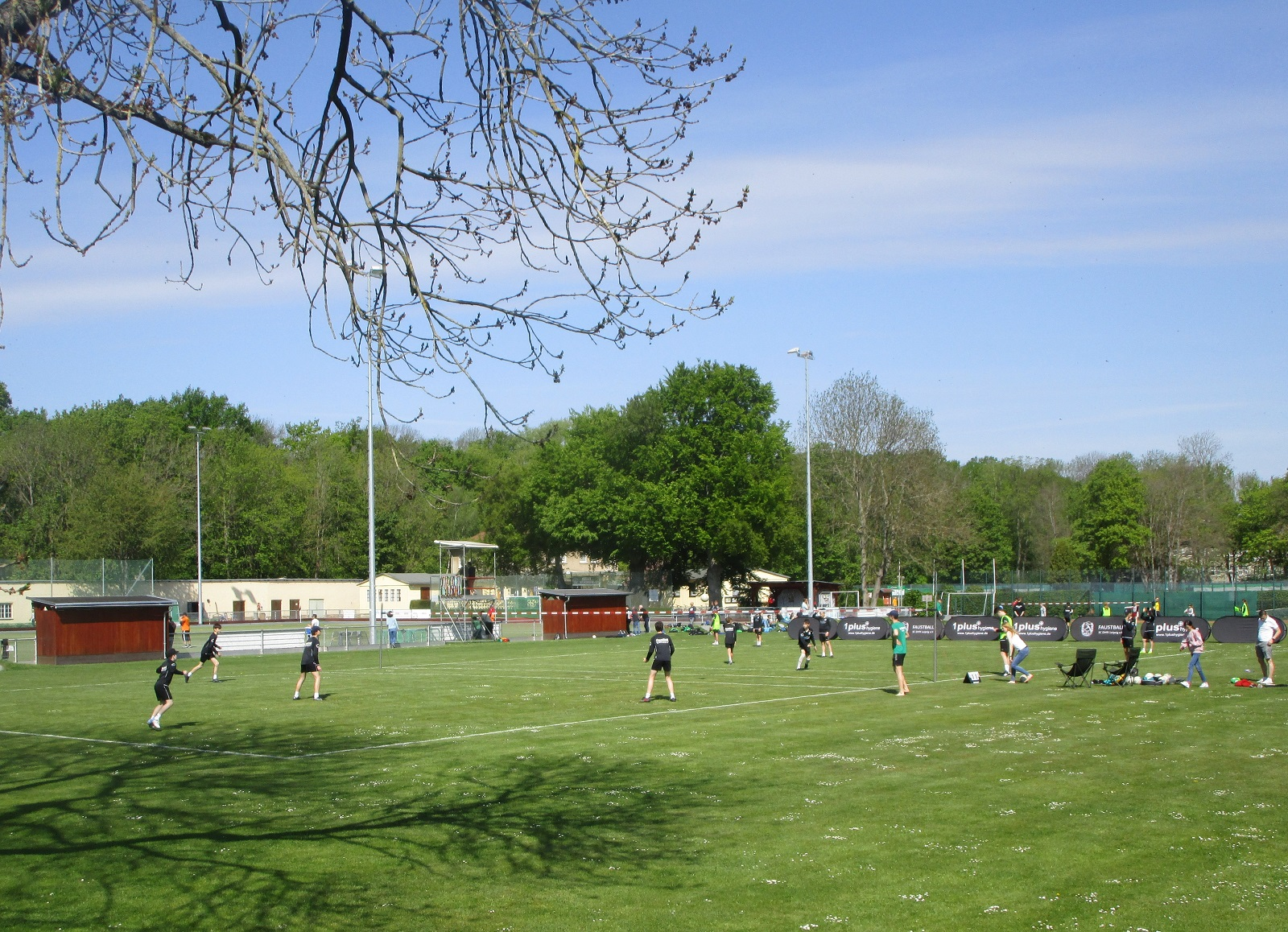
Sportanlage des Leipziger SC

An Sportanlagen stehen neben dem Einrichtungen am Stadion der Bauarbeiter des Leipziger Sport-Club 1901 e. V. an der Pistorisstraße und der Sportplatzanlage Nonnenwiese des SV Schleußig 1990 e. V. das Freizeitsportzentrum Clara-Zetkin-Park und zwei Kanu-Ausleihstationen zur Verfügung.
Bootstourismus
Aufgrund der Lage hat sich in Schleußig in den Sommerhalbjahren ein lebhafter Bootstourismus entwickelt. Auf Wasserwanderkarten und auf dem Kinderstadtplan ist gut zu erkennen, dass Schleußig auf einer etwa 9 Kilometer langen Strecke, dem Bootskurs 7 des Leipziger Neuseenlands, auf leichten Booten mit Umtragen auf der Südspitze umrundet werden kann. Sowohl auf der Ostseite am Elsterflutbecken als auch auf der Westseite an der Weißen Elster gibt es mehrere private Bootsverleiher. Der Bootskurs führt zu drei Vierteln durch Wald- und Parkgebiete, während das Viertel auf dem nordwestlichen Abschnitt der Weißen Elster eine imposante städtebauliche Kulisse zu bieten hat. Alte denkmalgeschützte Fabrikanlagen, die zu Wohnzwecken umgebaut worden sind, reichen sowohl auf der Schleußiger als auch auf der Plagwitzer Seite bis ans Wasser heran. In diesem Bereich befindet sich auch die Abzweigung in den Karl-Heine-Kanal.

## Persönlichkeiten
- Carl Erdmann Heine, häufig: Karl Heine (1819–1888), Unternehmer, Grundbesitzer, Entwickler Schleußigs
- Bernhard Hüffer, (1824–1904), Unternehmer, Grundbesitzer, Entwickler Schleußigs
- Karl August Mörtzsch, (1831–1907), Schachkomponist, lebte in Schleußig
- Alfred Frank (1884–1945), Maler und Grafiker, als Widerstandskämpfer hingerichtet, lebte in Schleußig

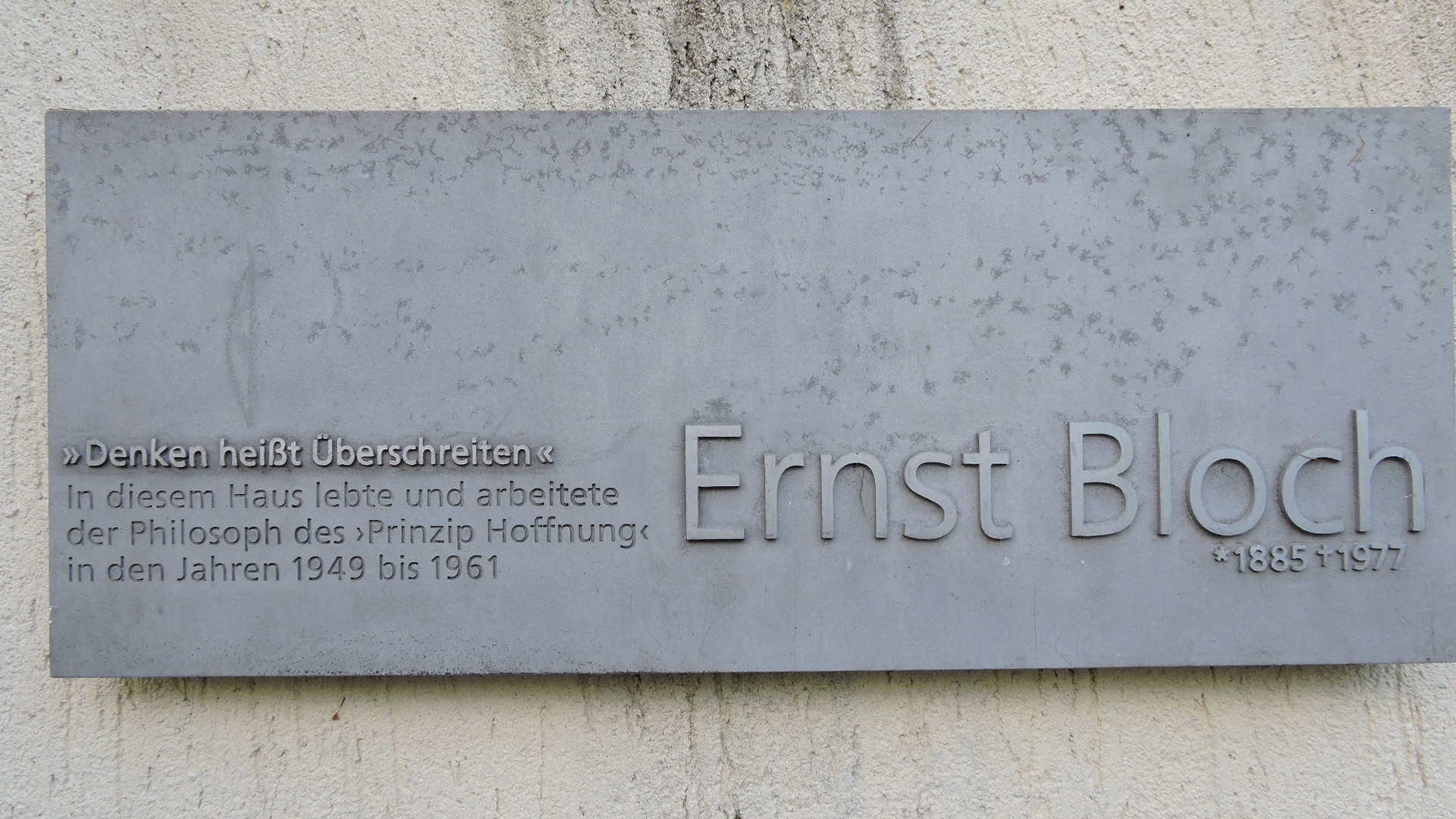
Gedenktafel am Wohnhaus von Ernst Bloch (nach Entwurf des Leipziger Künstlers Ulf Puder)

- Ernst Bloch (1885–1977), Philosoph, lebte in der Wilhelm-Wild-Str. 8 in Schleußig
- Eduard Pendorf (1892–1958), Fußballer, gründete den Schleußiger Fußball-Club Olympia
- Elisabeth Voigt (1893–1977), Malerin, lebte in der Brockhausstraße 22 in Schleußig
- Egon Bölsche (1907–1970), Kapellmeister und Professor für Musik, lebte in Schleußig
- Peter Oehme (* 1937), Arzt und Pharmakologe, lebte in Schleußig
- Arno Rink (1940–2017), Maler und Hochschulrektor, lebte in Schleußig
- Reinhard Münch (* 1959), Historiker, in Schleußig aufgewachsen